# Steve Reevis
Steve Reevis (Browning, 14 d'agost de 1962 - Missoula, 7 de desembre de 2017) fou un actor de cinema i sèries de televisió blackfoot. Participà en pel·lícules com Twins (1988) d'Arnold Schwarzenegger, Ballant amb llops (1990) de Kevin Costner, The Doors (1991) d'Oliver Stone, Geronimo (1993) amb Wes Study (on feia de Chato), La llegenda de Wild Bill (1995) de Walter Hill, Last of the Dogmen (1995) amb Tom Berenger i Barbara Hershey, Fargo (1996) dels germans Coen i Desaparicions (2003) amb Tommy Lee Jones i Cate Blanchett. També aparegué en episodis de sèries de televisió com Malcolm in the middle, JAG o Walker Texas Ranger.